# 지그리스빌
지그리스빌(독일어: Sigriswil)은 스위스 베른주의 툰구에 있는 자치체이다.

## 역사
지그리스빌은 1222-23년에 지그리스빌레(Sigriswile)로 처음 언급되었다. 신석기 시대 후기와 청동기 시대의 고고학적 유물은 지그리스빌 주변 지역이 이미 5000년 전에 사람이 살았음을 보여준다. 최초의 현대 거주자는 서기 5세기경 툰 호수 유역에 정착한 알라만니 부족으로 거슬러 올라갈 수 있으며, 이후 8-10세기 사이에 지그리스빌의 현대 마을 주변의 더 높은 곳으로 이동했다. 장크트갈렌의 마을 교회는 슈트데틀리거 연대기(Strättliger Chronicle)에서 1222-23년에 툰 호수 주변의 12개 교회 중 하나로 처음 언급되었다. 그러나 그곳은 10세기에서 12세기 사이에 지어진 것으로 추정된다. 13세기에 인터라켄 수도원에 교회와 유스티스탈 정착지와 고산 초원에 대한 포교후원권을 부여했다.
1347년에 지그리스빌의 주민들은 툰성에 있는 에버하드 백작(불황에 빠진 키부르크 가문의 일원)으로부터 300파운드에 독립을 살 수 있었다. 1384년까지 지그리스빌의 시민들이 스스로를 통치할 수 있었지만, 베른이 시정촌을 다스렸다.
1467년에 오래된 교회는 철거되고 새로운 교구 교회가 세워졌다. 1528년 베른은 종교개혁의 새로운 신앙을 받아들였고 인터라켄 수도원을 포함한 모든 수도원을 탄압했다. 유스티탈이 지자체의 일부가 되는 동안 교회에 대한 후원권은 베른으로 이전되었다. 1678-79년에 두 번째 교회가 철거되고, 현재의 교회가 세워졌다.
1798년 프랑스의 스위스 침공 이후, 지그리스빌은 헬베티아 공화국에서 새로 만들어진 오버란트주의 일부가 되었다. 공화국의 붕괴와 1803년 중재법 이후에 새로 생성된 툰구에서 베른주에 재합류했다.
전통적으로 지그리스빌의 마을 사람들은 툰 호수에서 낚시를 하고, 계곡 바닥에서 농작물과 포도원을 가꾸었고, 여름에는 높은 고산 초원에서 소를 기르고, 겨울에는 가축을 길렀다. 1914년까지 질병, 수입 와인과의 경쟁, 다가오는 세계 대전이 결합하여 지자체의 와인 산업이 븡괴되었다. 19세기 말과 20세기 초에 증기선이 운행하고, 도로가 좋아지자 관광객들이 지자체로 몰려들기 시작했다. 호숫가와 슬로프를 따라 호텔과 레스토랑이 문을 열었다. 일류 호텔은 호숫가를 따라 자리 잡았고, 작은 샬레와 별장은 산골짜기와 테라스에 개발되었다. 오늘날 지그리스빌은 고요한 고산 농촌이자, 인기 있는 관광 휴양지가 되었다.

## 지리
지그리스빌의 면적은 55.41k㎡이다.

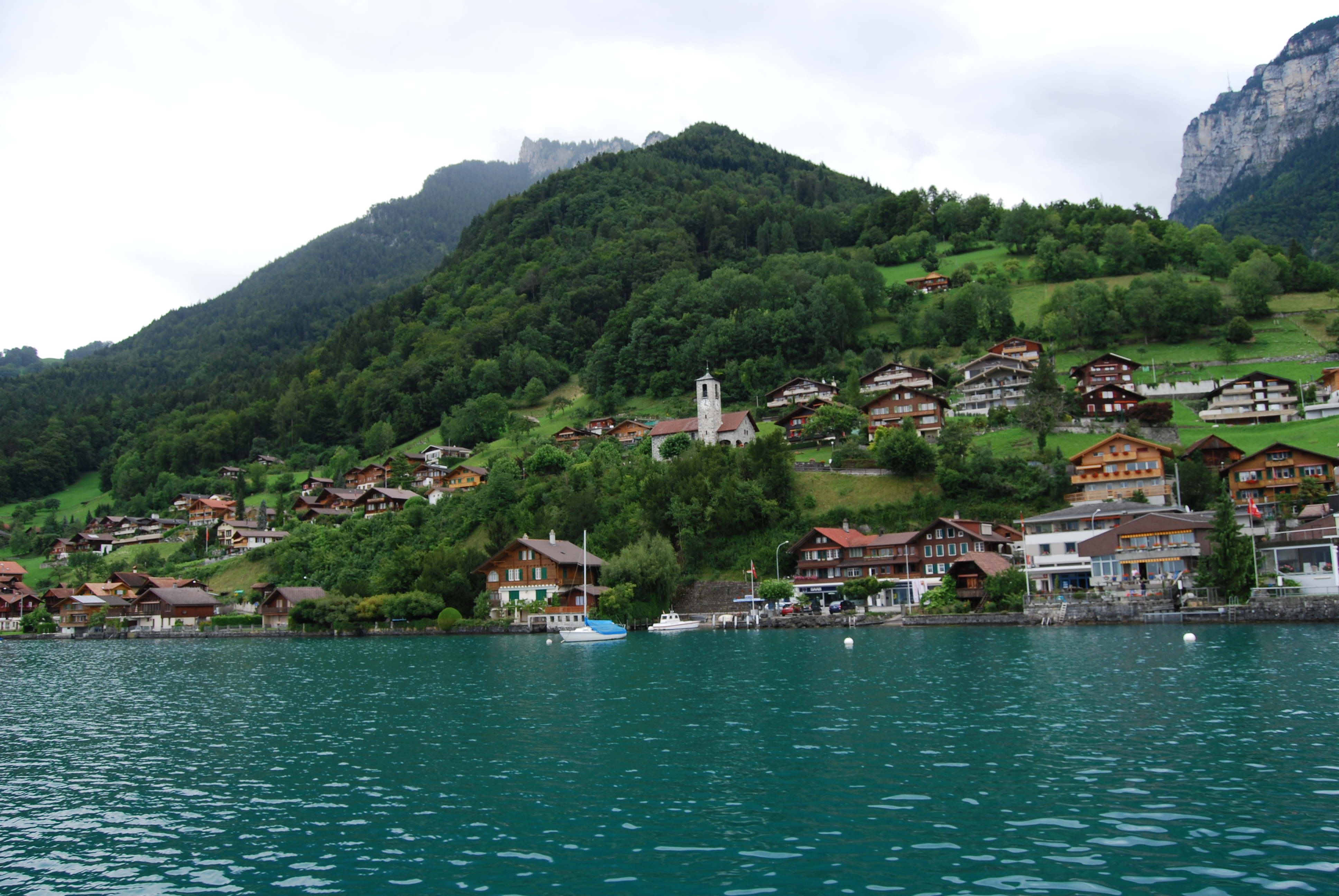
머링겐(지그리스빌)

2004/06 조사에 따르면 총 21.76k㎡ 또는 39.3%가 농업용으로 사용되는 반면 26.1k㎡ 또는 47.1%는 삼림으로 사용된다. 나머지 시정촌 중 2.6k㎡ 또는 4.7%가 정착(건물 또는 도로), 0.28k㎡ 또는 0.5%가 강 또는 호수이고 4.62k㎡ 또는 8.3%는 불모지이다.
같은 조사에서 주택과 건물이 2.6%, 교통 인프라가 1.8%를 차지했다. 전체 토지 면적의 총 41.9%는 삼림이 무성하고, 3.8%는 과수원이나 작은 나무 군락으로 덮여 있다. 농경지 중 16.5%는 목초지이고, 21.8%는 고산 목초지로 사용된다. 시정촌의 모든 물은 흐르는 물이다. 비생산적인 지역 중 4.2%는 비생산적인 초목이고, 4.2%는 초목이 자라기에는 너무 암석이 많은 지역이다.
시정촌은 툰 호수의 오른쪽 제방을 따라 호수와 산 위에 펼쳐져 있다. 여기에는 출그강(Zulg)의 유역과 귀기스그라트(Güggisgrat) 및 지그리스빌그라트 산맥이 포함된다. 이곳에는 11개의 마을이 흩어져 있는 작은 마을로 구성되어 있다.(Gunten, Merligen am See, Aeschlen, 지그리스빌, Endorf, Ringoldswil, Tschingel, Schwanden, Meiersmaad, Reust 및 Justistal)
2009년 12월 31일에 시정촌의 이전 구역인 암츠베치르크 툰이 해산되었다. 다음 날 2010년 1월 1일에 새로 생성된 툰구(Verwaltungskreis Thun)에 합류했다.

## 인구통계

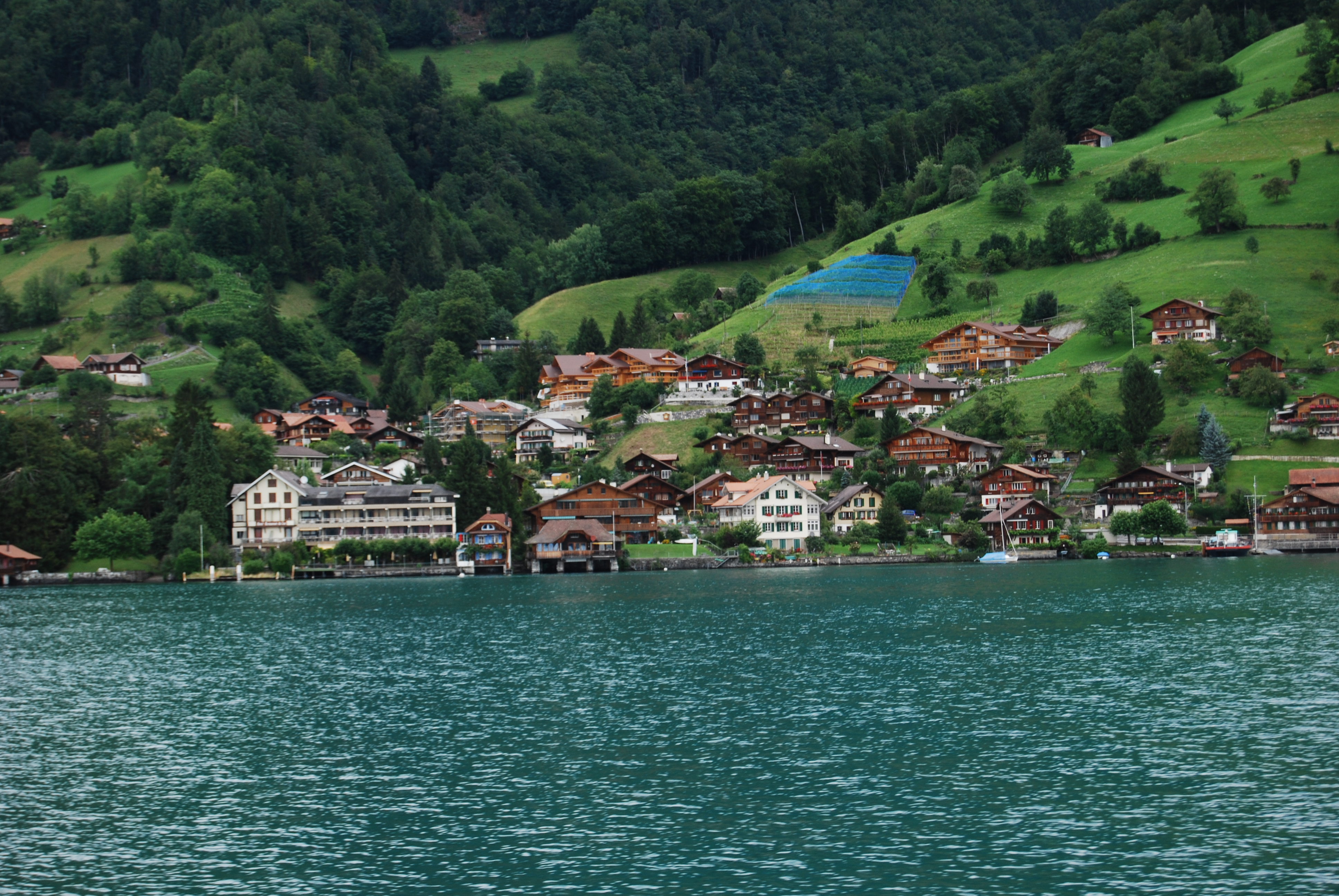
툰 호숫가에 있는 머리겐 마을

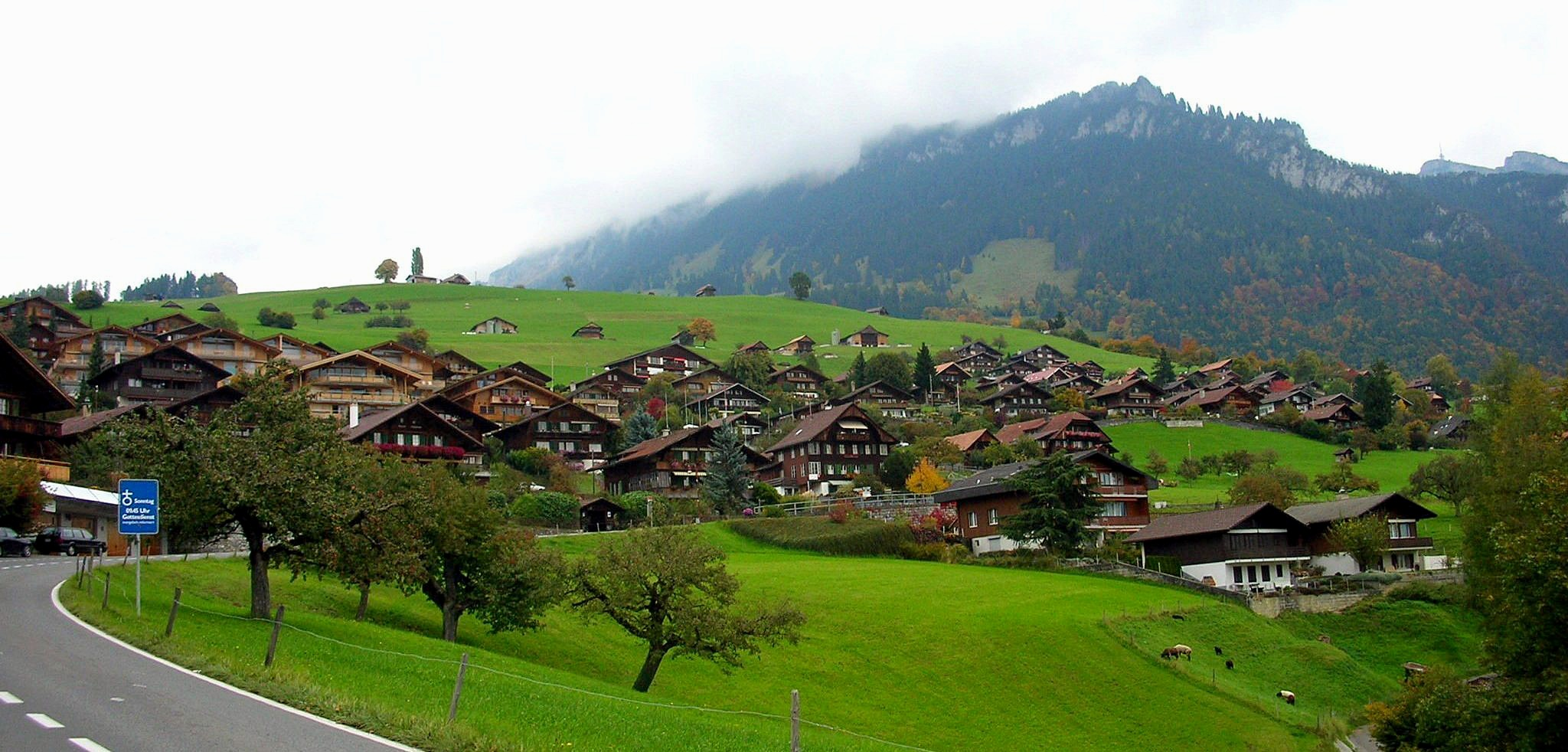
지그리스빌의 산 속 주택

2020년 12월 기준, 지그리스빌의 인구는 4,847명이다. 2012년 기준으로 인구의 10.1%가 거주하는 외국인이다. 지난 2년(2010-2012) 사이에 인구는 1.8%의 비율로 변경되었다. 이민은 2.2%, 출생 및 사망은 -1.2%를 차지했다.
대부분의 인구(2000년 기준)는 독일어 (4,272명 또는 95.0%)를 모국어로 사용하고, 포르투갈어가 두 번째로 많이 사용(41명 또는 0.9%)하고 프랑스어가 세 번째(31명 또는 0.7%)로 사용된다. 이탈리아어를 할 줄 아는 12명과 로만슈어를 할 줄 아는 사람이 4명 있다.
2008년 기준으로 인구는 남성 48.2%, 여성 51.8%이다. 인구는 1,989명의 스위스 남성(인구의 43.3%)과 228명의 비스위스계 남성(5.0%)으로 구성되었다. 스위스 여성은 2,163명(47.0%), 비스위스계 여성은 218명(4.7%)이었다. 지자체 인구 중 1,851명(약 41.2%)이 지그리스빌에서 태어나 2000년에 그곳에 살았다. 같은 지자체에서 태어난 1,420명(31.6%)이 있었고, 스위스 타지에서 태어난 606명(13.5%)이 있었다. 441명(9.8%)이 스위스 이외의 지역에서 태어났다.
2012년 기준으로 아동·청소년(0~19세)이 15.9%, 성인(20~64세)이 56.5%, 노인(64세 이상)이 27.6%를 차지한다.
2000년 기준으로 지자체에 미혼인 사람은 1,677명이다. 기혼자는 2,191명, 미망인은 402명, 이혼한 사람은 226명이었다.
2010년 기준 1인 가구는 799가구, 5인 이상 가구는 113가구이다.  2000년 기준으로 상시 분양된 아파트는 총 1,833세대(전체의 67.3%)였으며, 성수기 아파트는 723세대(26.5%), 공실은 169세대(6.2%)였다. 2012년 기준 신규주택 건설률은 인구 1000명당 5.6세대이다. 2013년 지그리스빌의 공실률은 0.4%였다. 2012년에 단독 주택은 시정촌 전체 주택의 34.8%를 차지했다.
역사적 인구는 다음 차트에 나와 있다.

## 경제

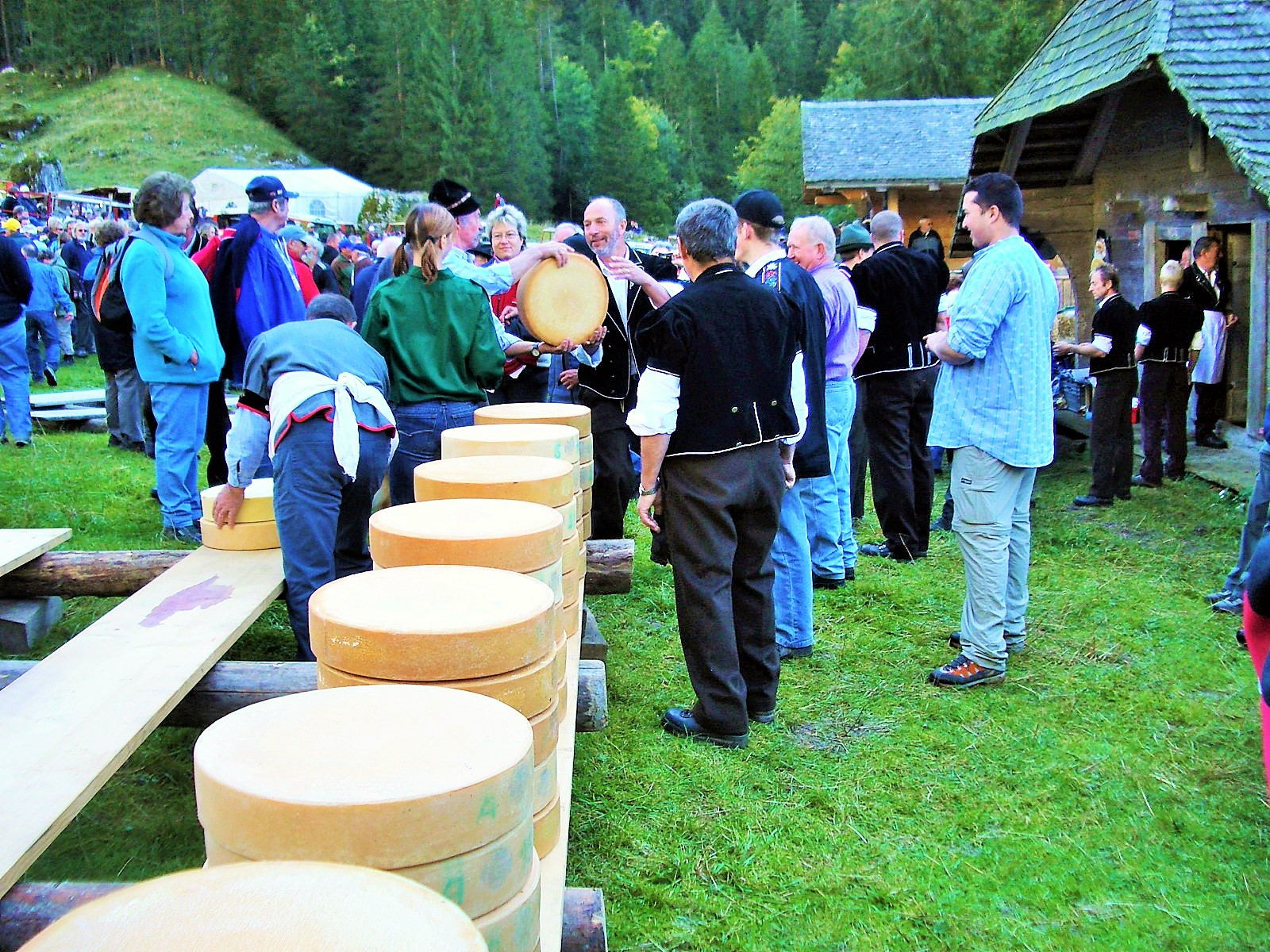
여름의 끝을 기념하기 위해 유스티탈에서 매년 열리는 케제타일레(Käseteilet, 치즈 나눔)

2011년 현재 지그리스빌의 실업률은 1.5%이다. 2011년 기준으로 시정촌에 고용된 사람은 총 1,639명이다. 이 중 1차 경제 부문에 333명이 고용되었고 이 부문에 약 122개 기업이 참여했다. 2차 부문에는 167명의 직원이 있으며, 이 부문에는 63개의 기업이 있다. 3차 부문에는 1,138명의 직원이 있으며, 이 부문에는 211개의 기업이 있다. 시정촌 주민은 2,177명으로 일정 정도 고용되었으며, 그 중 여성이 전체 노동력의 41.8%를 차지하였다.
2008년에는 총 1,172개의 정규직에 상응하는 일자리가 있었다. 1차 부문의 일자리 수는 201개였으며 그 중 182개는 농업, 14개는 임업 또는 목재 생산, 5개는 어업 또는 어업이었다. 2차 산업의 일자리 수는 125개였으며, 그 중 35개(28.0%)가 제조업, 75개(60.0%)가 건설에 종사했다. 3차 부문의 일자리 수는 846개였다. 86명(10.2%)는 도소매 또는 자동차 수리, 33명(3.9%)는 상품 이동 및 보관, 280명(33.1%)는 호텔 또는 레스토랑, 28명(3.3%)는 기술 전문가 또는 과학자였다. 26명(3.1%)가 교육에 있었고, 311명(36.8%)가 의료에 있었다.
2000년 기준으로 시정촌으로 출퇴근하는 근로자는 372명, 출퇴근 근로자는 1,159명이었다. 지방 자치 단체는 근로자 순수 전입으로 들어오는 1명당 약 3.1명의 근로자가 지자체를 전출하고 있다. 총 1,018명의 근로자(시 전체 근로자 1,390명 중 73.2%)가 지그리스빌에 거주하고 일했다. 근로 인구의 14%는 대중교통을 이용하여 출퇴근하고 54.2%는 자가용을 이용하였다.
지그리스빌의 지방 및 주 세율은 주에서 가장 낮은 세율 중 하나이다. 2012년에 150,000CHF를 버는 지그리스빌의 기혼 거주자(자녀 2명)에 대한 평균 지방 및 주 세율은 12.1%인 반면 미혼 거주자의 세율은 18%였다. 비교를 위해 2011년 전체 주의 평균 비율은 14.2%와 22.0%인 반면 전국 평균은 각각 12.3%와 21.1%였다.
2010년에 지방 자치 단체에 총 2,064명의 납세자가 있었다. 그 중 598개가 연간 75,000CHF 이상을 벌었다. 연간 15,000에서 20,000 사이의 수입을 올린 사람이 27명이었다. 가장 많은 수의 근로자인 619명이 연간 50,000~75,000CHF를 벌었다. 지그리스빌에 있는 75,000 CHF 이상 그룹의 평균 소득은 119,152 CHF인 반면, 스위스 전체의 평균은 131,244 CHF였다.
2011년에는 전체 인구의 0.4%가 정부로부터 직접적인 재정 지원을 받았다.

## 종교

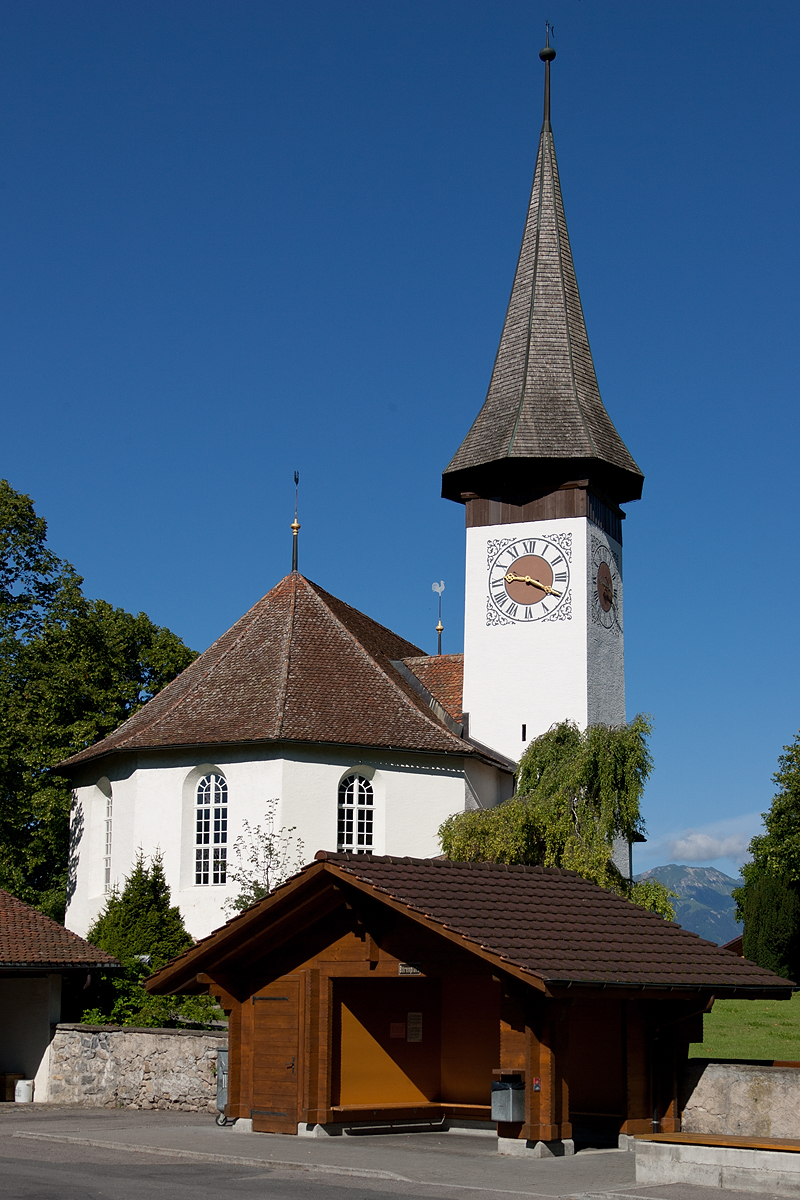
시그리스 마을 교회

2000년 인구 조사에서 3,429명(76.3%)이 스위스 개혁 교회에 속했고 390명(8.7%)이 로마 가톨릭 신자였다. 나머지 인구 중 정교회 교인이 27명(인구의 약 0.60%), 천주교 교인이 6명(인구의 약 0.13%), 136명이 있었다. 다른 기독교 교회에 속한 개인(또는 인구의 약 3.02%). 유대인은 2명(인구의 약 0.04% )이었고, 이슬람교는 51명(인구의 약 1.13%)이었다. 불교가 8명, 힌두교가 6명이었다. 다른 교회에 속한 2인, 295명(인구의 약 6.56%)이 교회에 속하지 않고, 불가지론자 또는 무신론자이며, 144명(인구의 약 3.20%)이 질문에 대답하지 않았다.

## 교육
지그리스빌에서는 인구의 약 57.6%가 필수가 아닌 고등 교육을 이수했으며, 16.6%가 추가 고등 교육(대학 또는 응용학문대학)을 이수했다. 인구 조사에 나와 있는 어떤 형태의 고등 교육을 이수한 496명 중 64.9%가 스위스 남성, 20.2%가 스위스 여성, 9.1%가 비스위스계 남성, 5.8%가 비스위스계 여성이었다.
베른주 학교 시스템은 1년의 비의무 유치원, 6년의 초등학교 교육을 제공한다. 이후 3년 동안의 의무적 중학교 과정을 거쳐 학생을 능력과 적성에 따라 구분한다. 중학교 이하 학생들은 추가 교육을 받거나 견습 과정에 들어갈 수 있다.
2012-13학년도 동안 총 360명의 학생들이 지그리스빌의 수업에 참석했다. 원래 10개 학교(11개 커뮤니티) 중 7개 초등학교만 여전히 활동 중이다. 유일한 중학교는 지그리스빌 마을에 있다. 시정촌의 독일어 유치원 수업에는 총 51명의 학생이 있었다. 유치원생 중 15.7%는 스위스의 영주권 또는 임시 거주자(시민권 아님)였으며 15.7%는 교실 언어와 다른 모국어를 사용한다. 시립 초등학교에는 독일어 수업을 듣는 202명의 학생이 있었다. 초등학생 중 9.9%는 스위스의 영주권 또는 임시 거주자(시민권 아님)였으며 6.9%는 교실 언어와 다른 모국어를 사용한다. 같은 해에 중학교에는 총 107명의 학생이 있었다. 스위스의 영주권 또는 임시 거주자(시민이 아님)인 2.8%와 교실 언어와 모국어가 다른 2.8%가 있었다.
2000년 기준으로, 시정촌의 모든 학교에 다니는 학생은 총 374명이다. 그 중 373명이 시에서 거주하며 학교에 다녔고, 한 명의 학생은 다른 시에서 왔다. 같은 해에 117명의 주민들이 시외 학교에 다녔다.
지그리스빌은 게마인데비블리오텍 시그리스(지그리스빌 시립 도서관)이 있는 곳이다. 도서관은 (2008년 현재 ) 5,522개의 책 또는 기타 매체를 보유하고 있으며 같은 해에 16,223개의 항목을 대출했다. 그 해에는 주당 평균 12시간씩 총 156일을 열었다.

## 볼거리
작은 빌러(Wiler) 마을 전체가 스위스 유산 목록의 일부로 지정되어 있다.
슈테른바르테 시리우스 천문대(Sternwarte Sirius)가 슈반덴(Schwanden)에 있다.

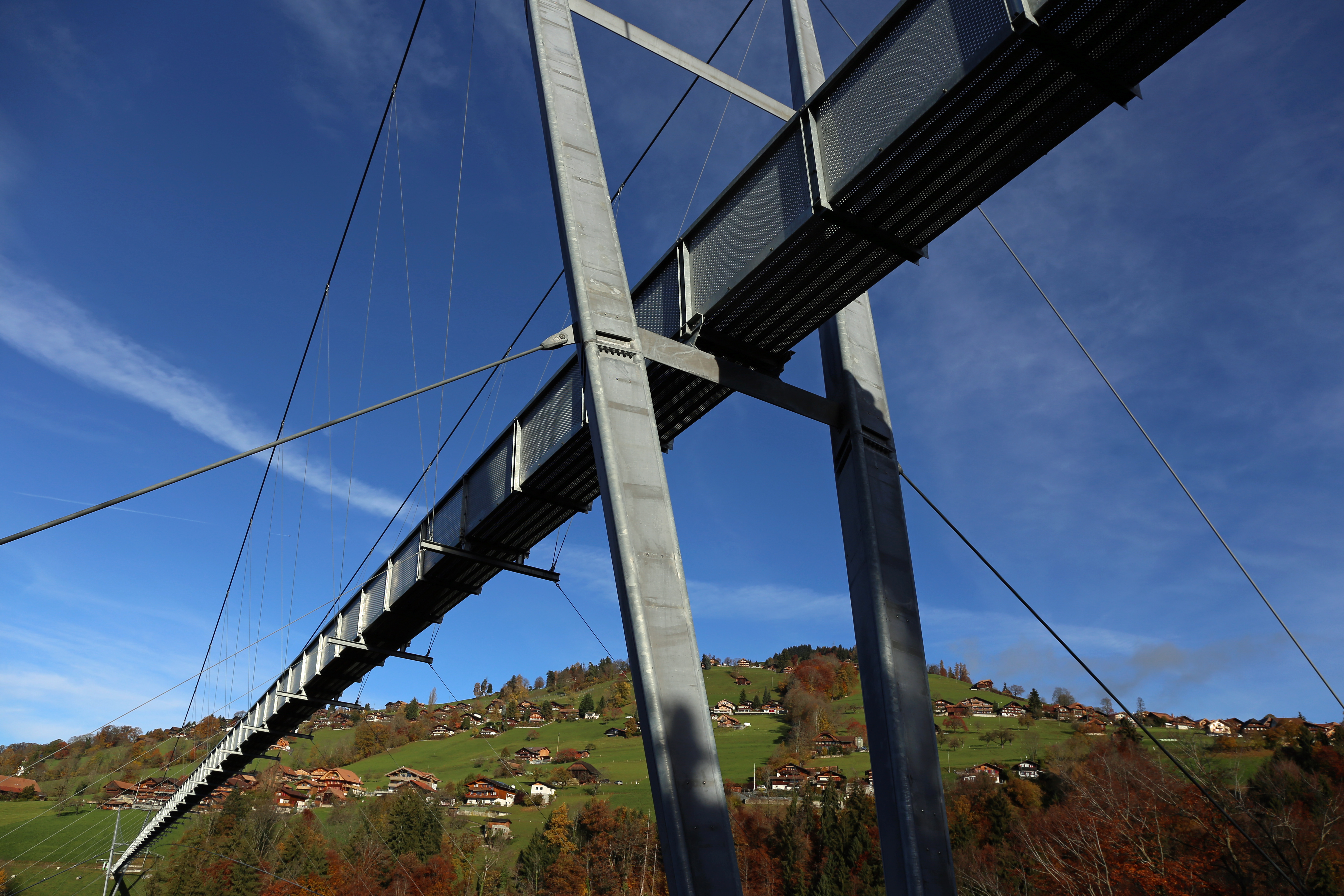
지그리스빌 다리
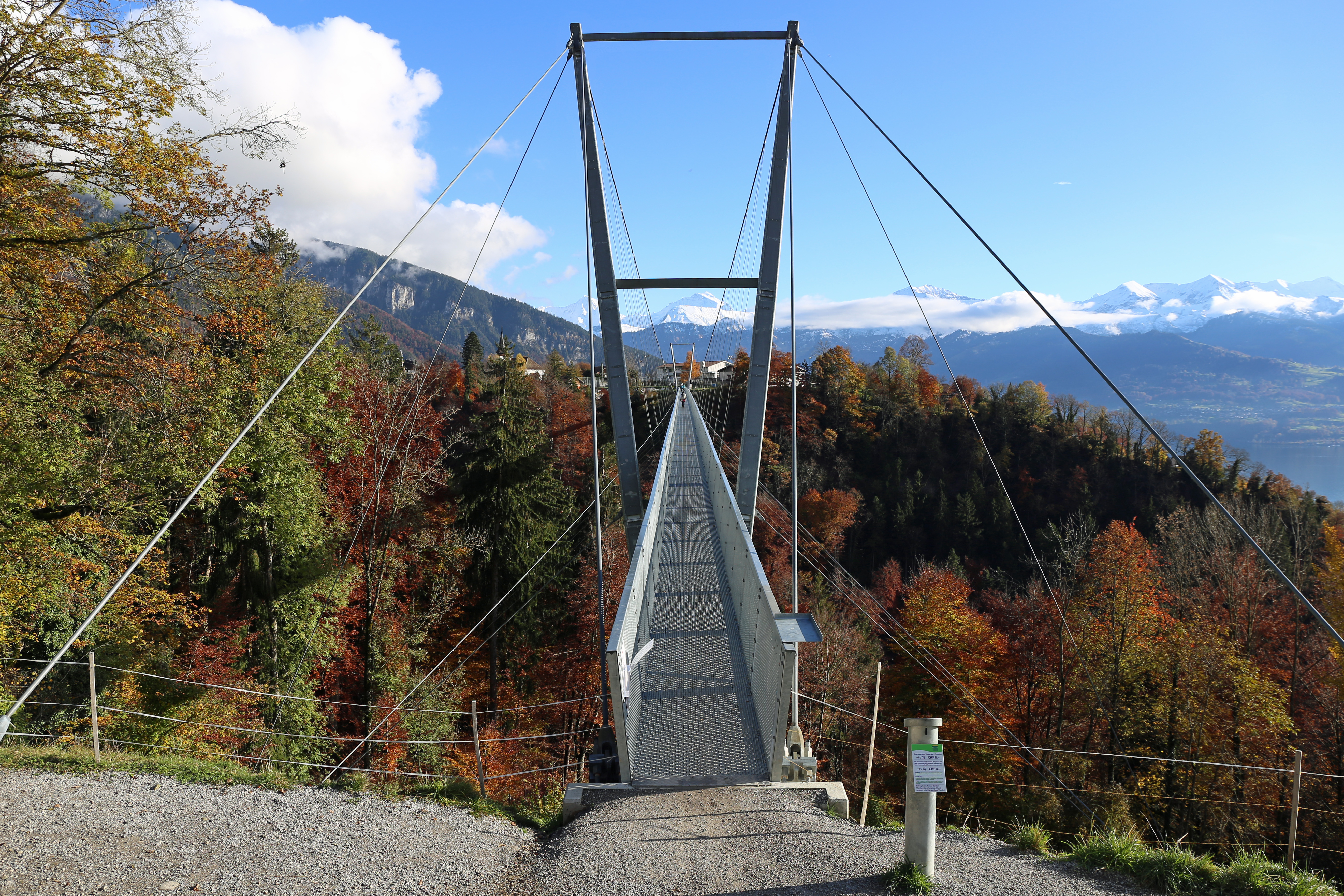
지그리스빌 다리
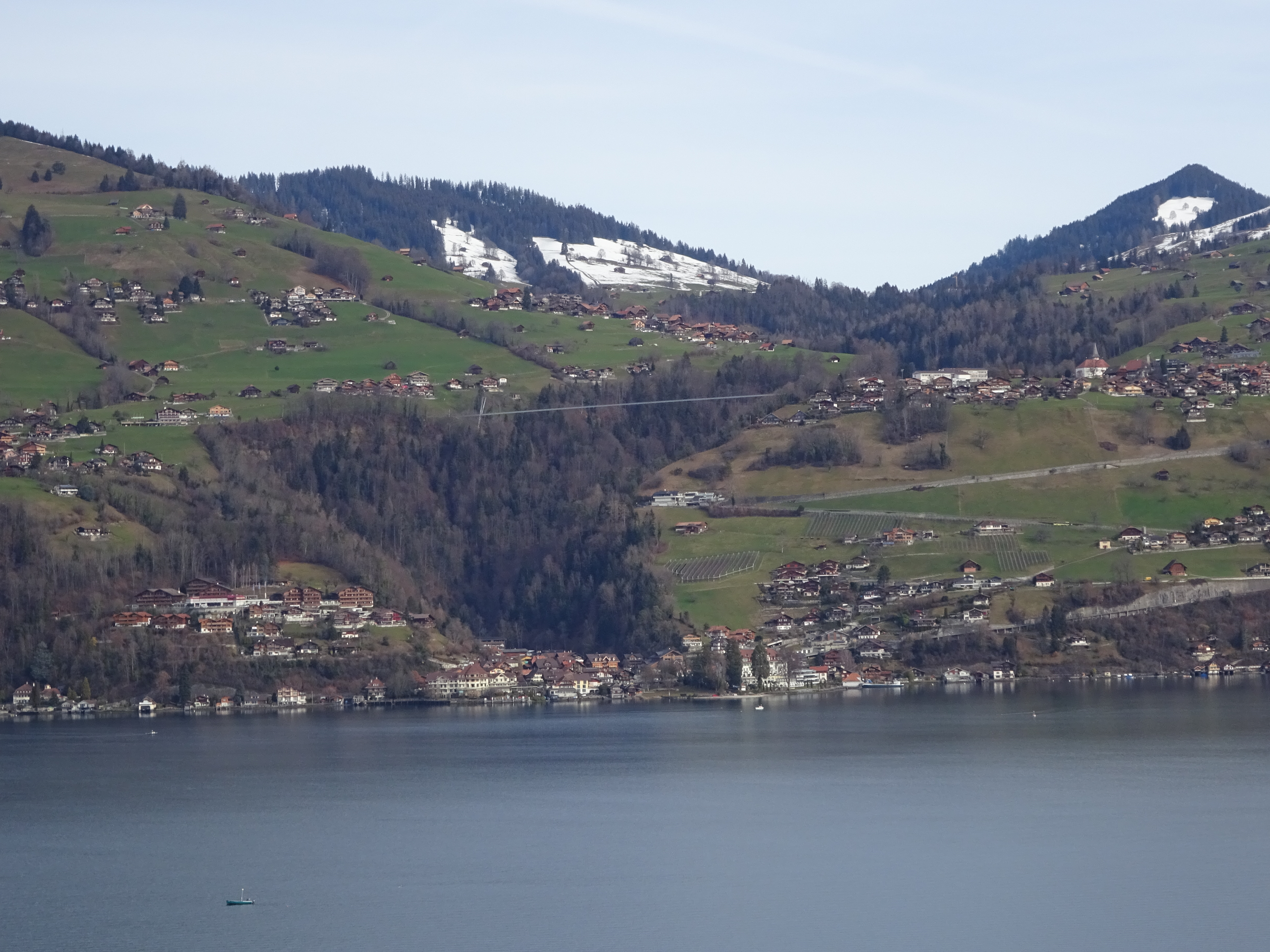
툰 호수에서 본 지그리스빌
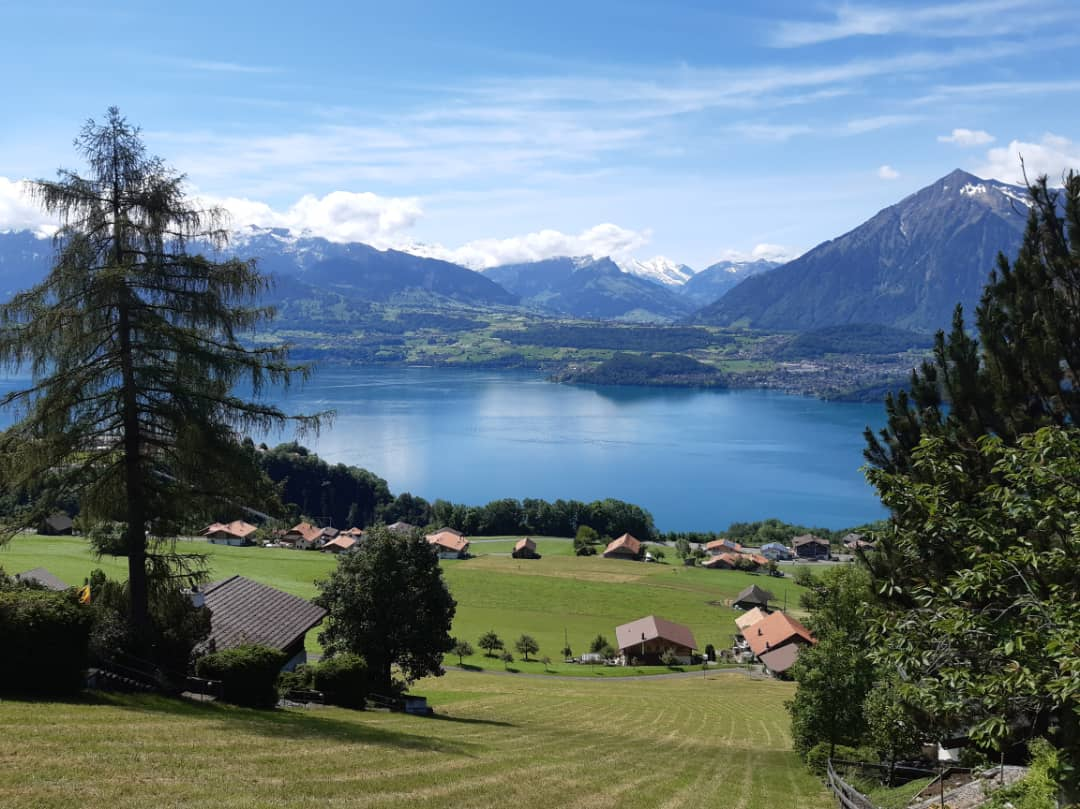
지그리스빌에서 본 툰 호수
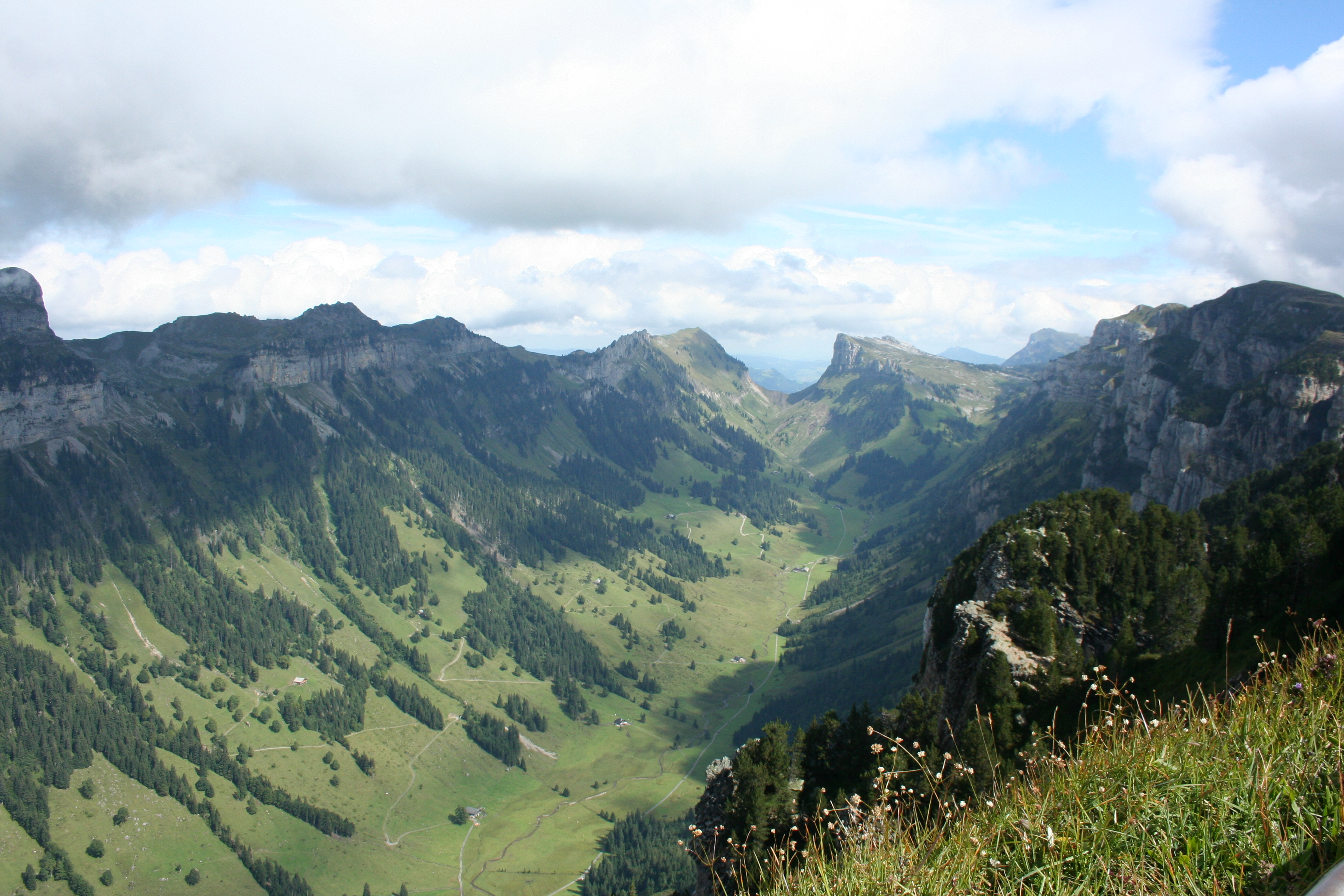
유스티탈 계곡의 파노라마